# Dorcadion balthasari
Dorcadion balthasari là một loài bọ cánh cứng trong họ Cerambycidae.